# Dicyphus errans
Dicyphus errans är en insektsart som först beskrevs av Wolff 1804.  Dicyphus errans ingår i släktet Dicyphus, och familjen ängsskinnbaggar. Arten är reproducerande i Sverige.